# Ryttarporträtt av infanten Baltasar Carlos
Ryttarporträtt av infanten Baltasar Carlos är en oljemålning av den spanske barockkonstnären Diego Velázquez. Den utfördes omkring 1634–1635 och ingår i samlingarna på Pradomuseet i Madrid.
Velázquez flyttade 1623 från födelsestaden Sevilla till Madrid där han snabbt blev den ledande konstnären vid Filip IV:s hov. Han målade framförallt porträtt av den kungliga familjen och omkring 1635 fick han i uppdrag att måla en serie ryttarporträtt av kungens själv, hans döda föräldrar (Filip III och Margareta av Österrike), hans hustru (Elisabet av Frankrike) och infanten Baltasar Carlos (1629–1646). Den senare var prins av Asturien och spansk tronföljare men dog före sin far. Ryttarporträtten var avsedda för Salón de Reinos(es) i Palacio del Buen Retiro som var ett kungligt slott som uppfördes vid denna tid i Madrid. 
Porträttet visar den unge Baltasar Carlos ridande på en ståtlig häst i Sierra de Guadarrama utanför Madrid. Platsen kan lokaliseras av floden Manzanares som skiljer bergstopparna Cabezas de Hierro och La Maliciosa från skogsområdet Monte de El Pardo. Trots att han bara var omkring 6 år gammal vid tiden för målningen avbildas han som en myndig kunglighet, redo att axla den framtida rollen som kung. Han sitter rak i ryggen, iförd en praktfull hovdräkt med ett blått skärp och en fjäderhatt. I handen håller han en kommandostav vilket symboliserar militär och kunglig auktoritet. Hästen stegrar sig vilket ger bilden en dynamisk energi. I bakgrunden breder ett vidsträckt berglandskap ut sig som med sin blåaktiga färg ger djup åt scenen, så kallat luftperspektiv. 

## Velázquez porträtt av infanten Baltasar Carlos

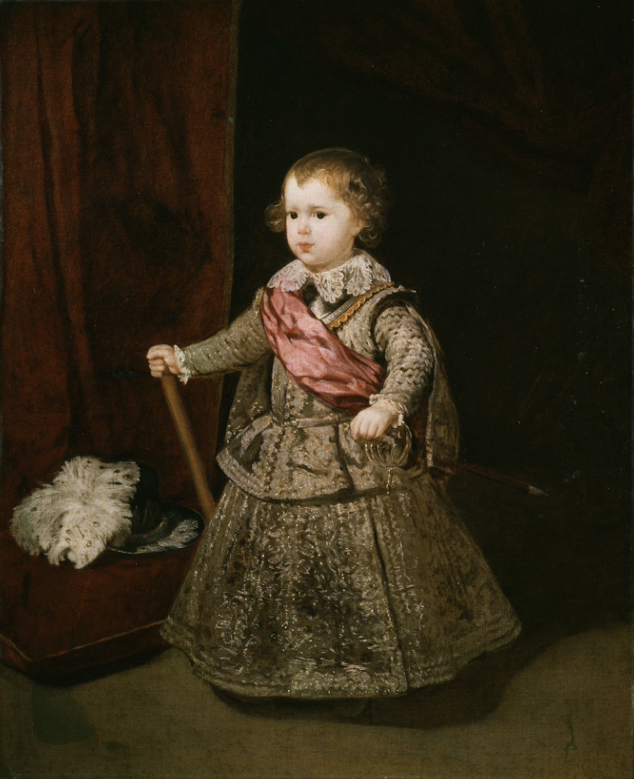
Infanten Baltasar Carlos (cirka 1632), Wallace Collection.
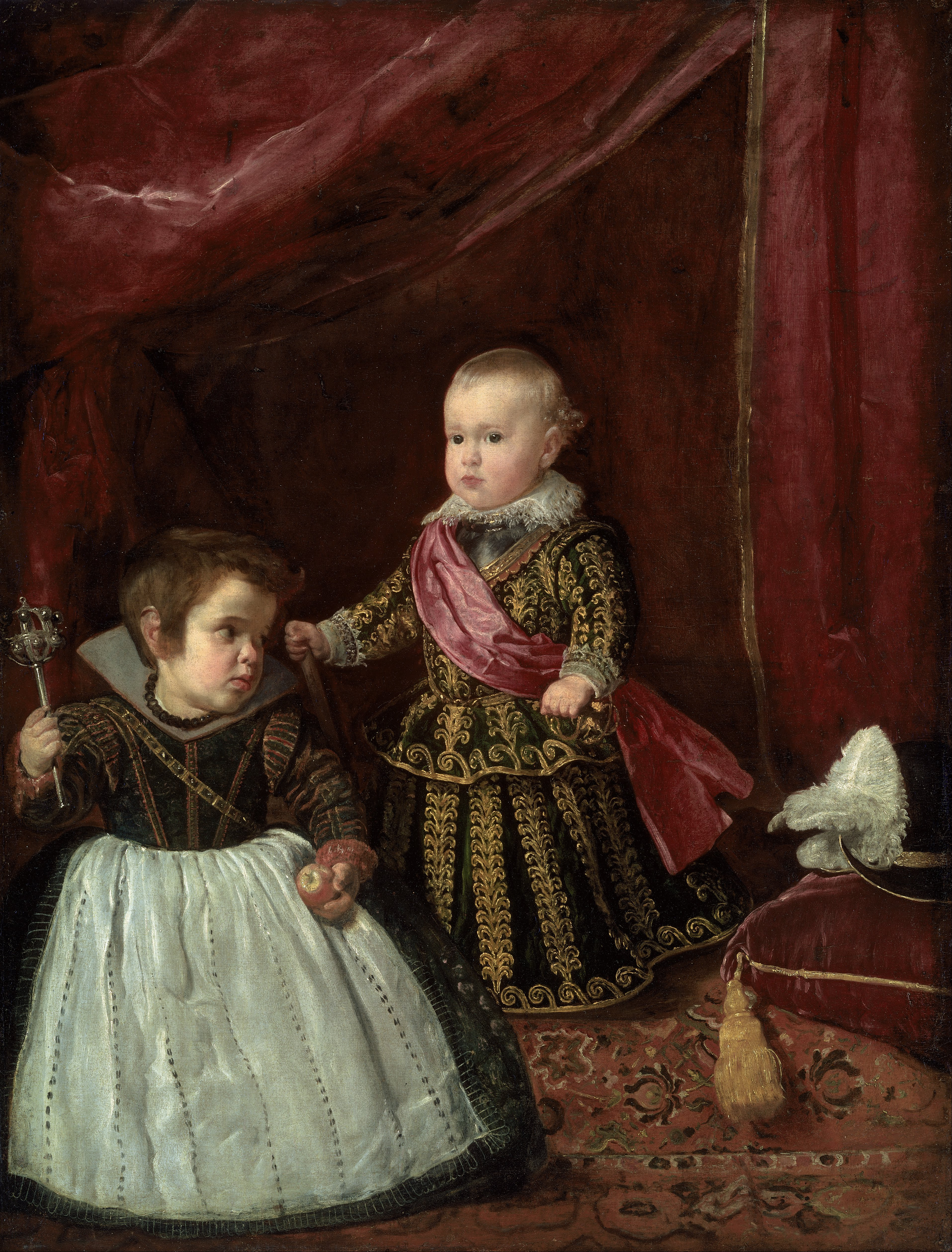
Infanten Baltasar Carlos med en dvärg (cirka 1632), Museum of Fine Arts, Boston.
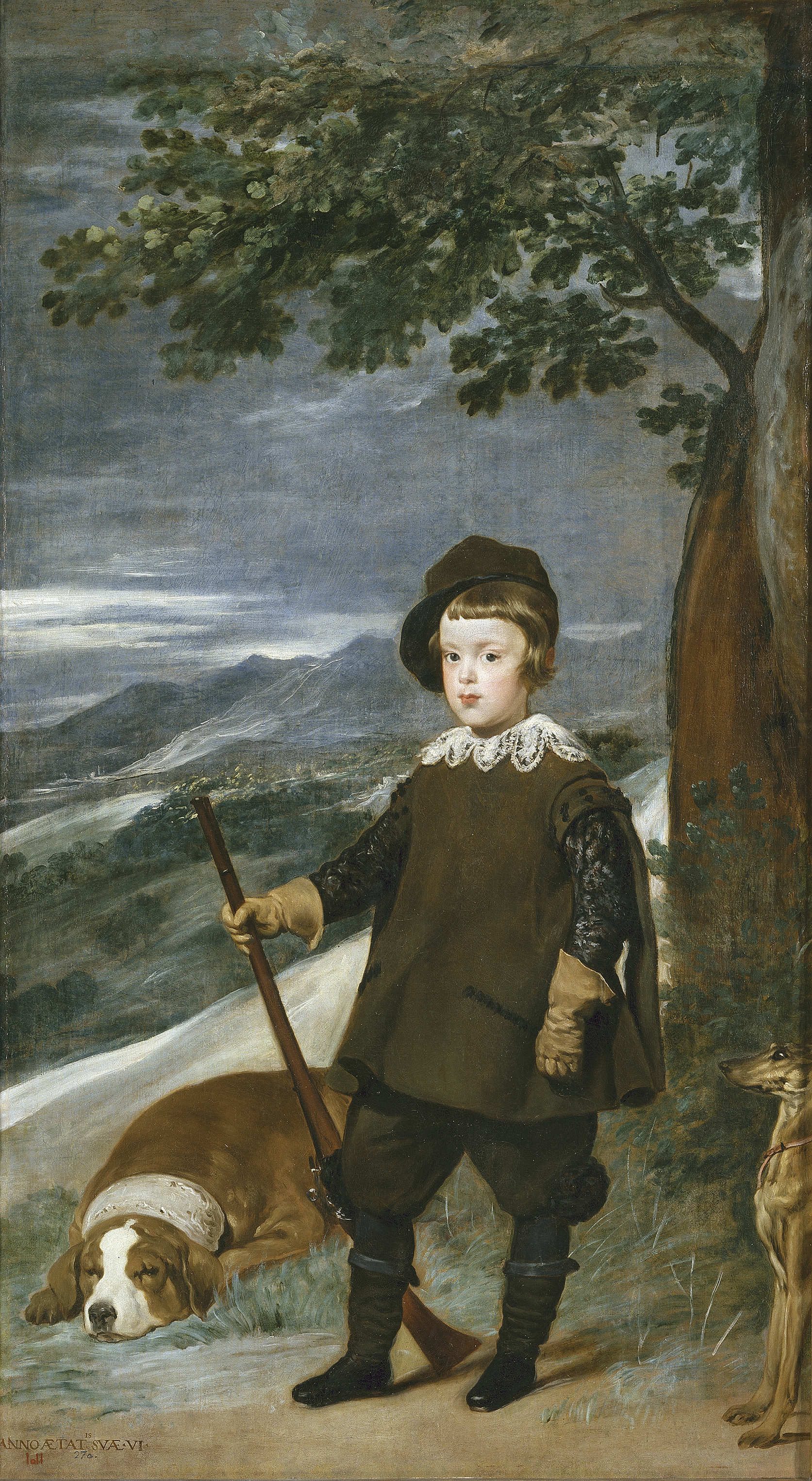
Infanten Baltasar Carlos på jakt (cirka 1635–1636), Pradomuseet.
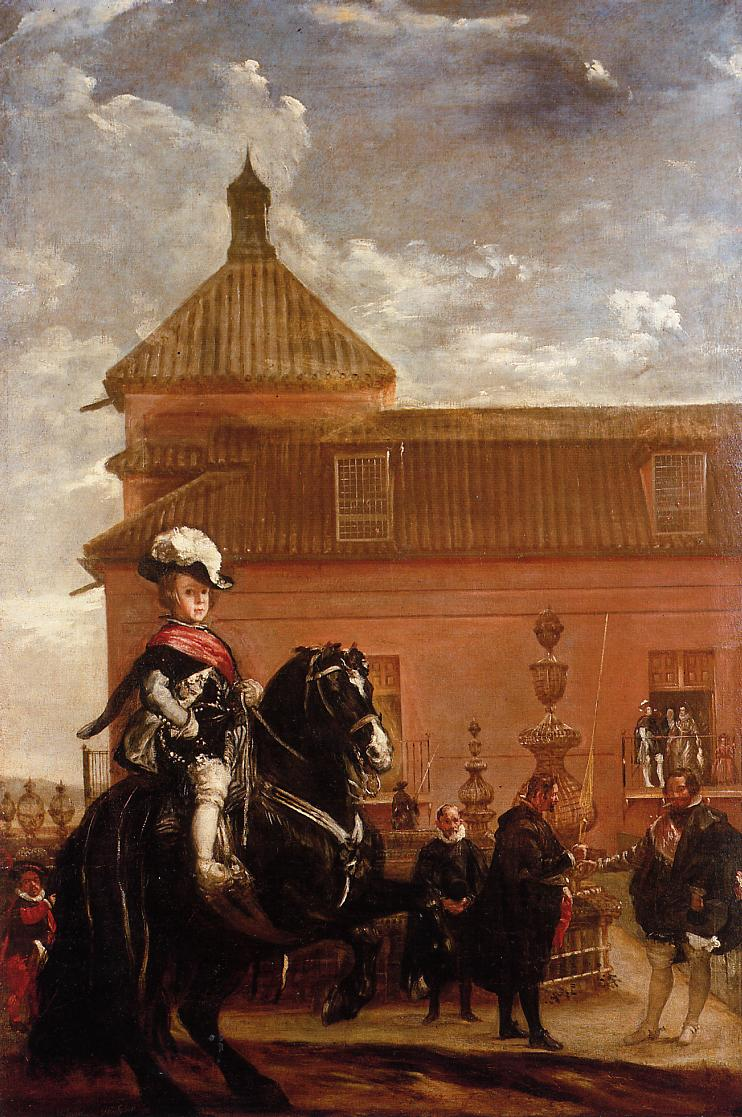
Infanten Baltasar Carlos i ridskolan (cirka 1636). Utlånad till National Gallery av Grosvenor Group. Det finns en kopia utställd på Wallace Collection som dateras till 1640-talet och attribueras Velázquez verkstad.
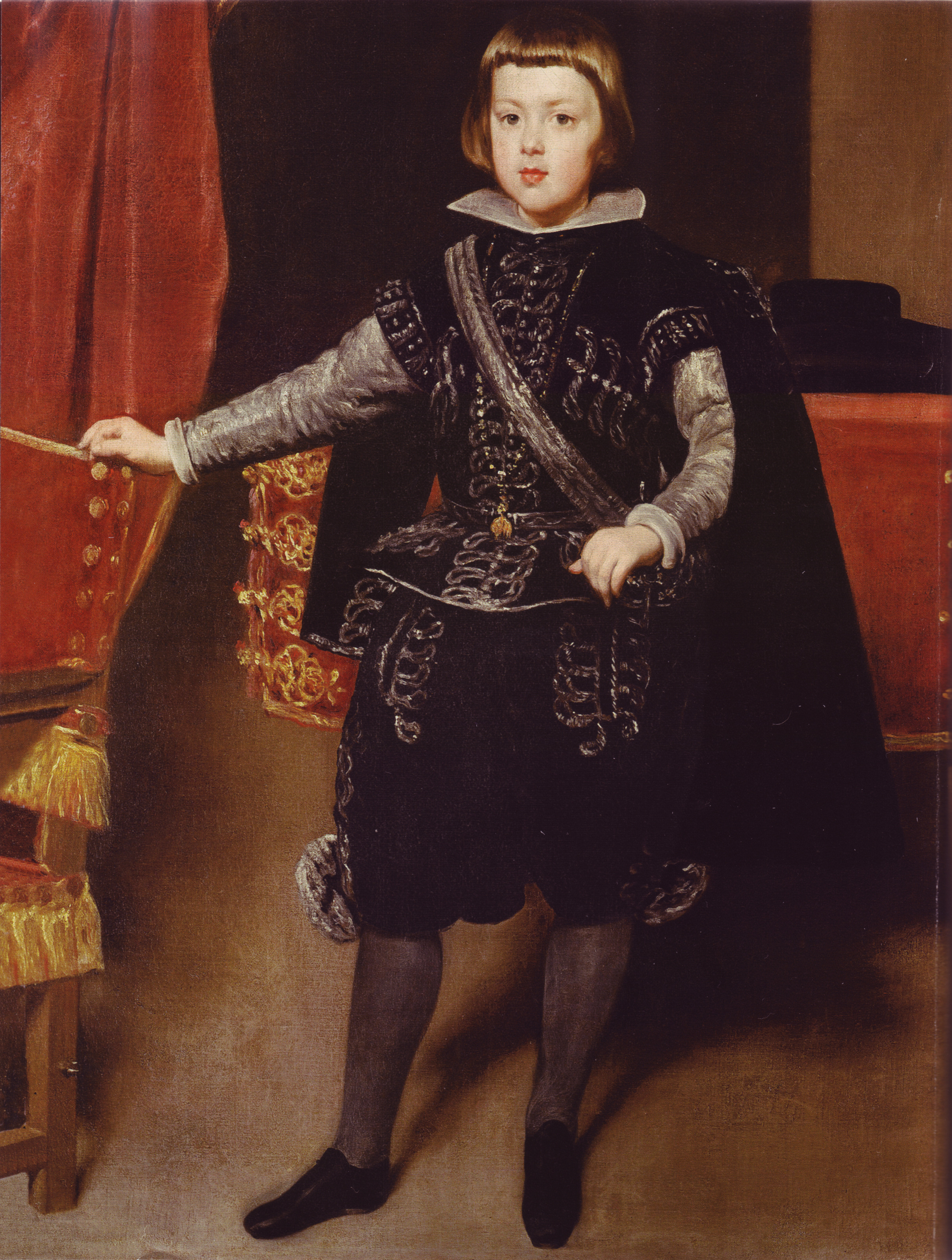
Infanten Baltasar Carlos (1638–1639), Kunsthistorisches Museum.

## Andra ryttarporträtt av Velázquez

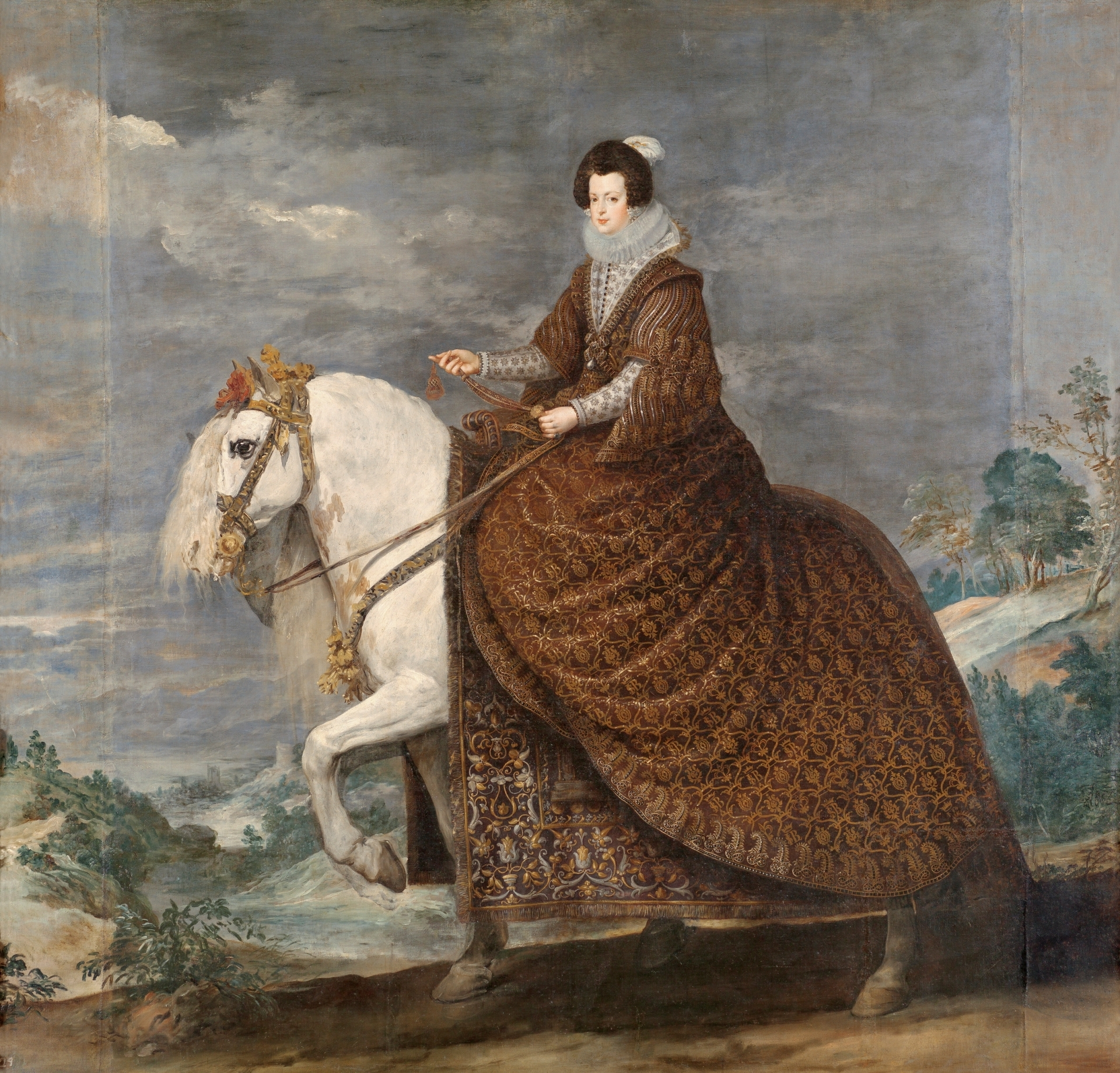
Ryttarporträtt av Elisabet av Frankrike (cirka 1635), Pradomuseet. Elisabet av Frankrike, också känd som Isabella av Bourbon, var gift med Filip IV och mor till Baltasar Carlos.
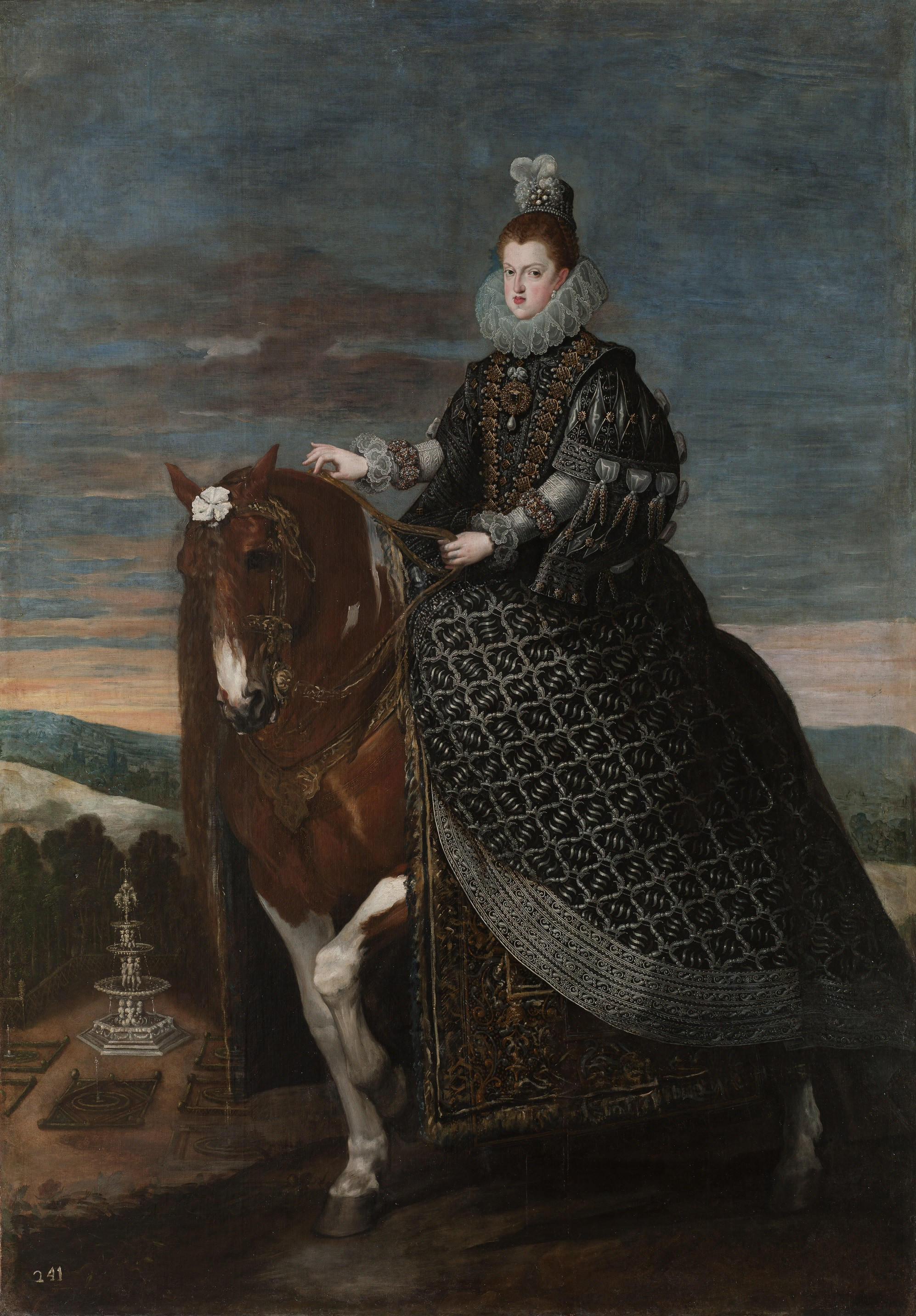
Ryttarporträtt av Elisabet av Frankrike (cirka 1635), Pradomuseet. Margareta av Österrike var gift med Filip III och farmor till Baltasar Carlos.
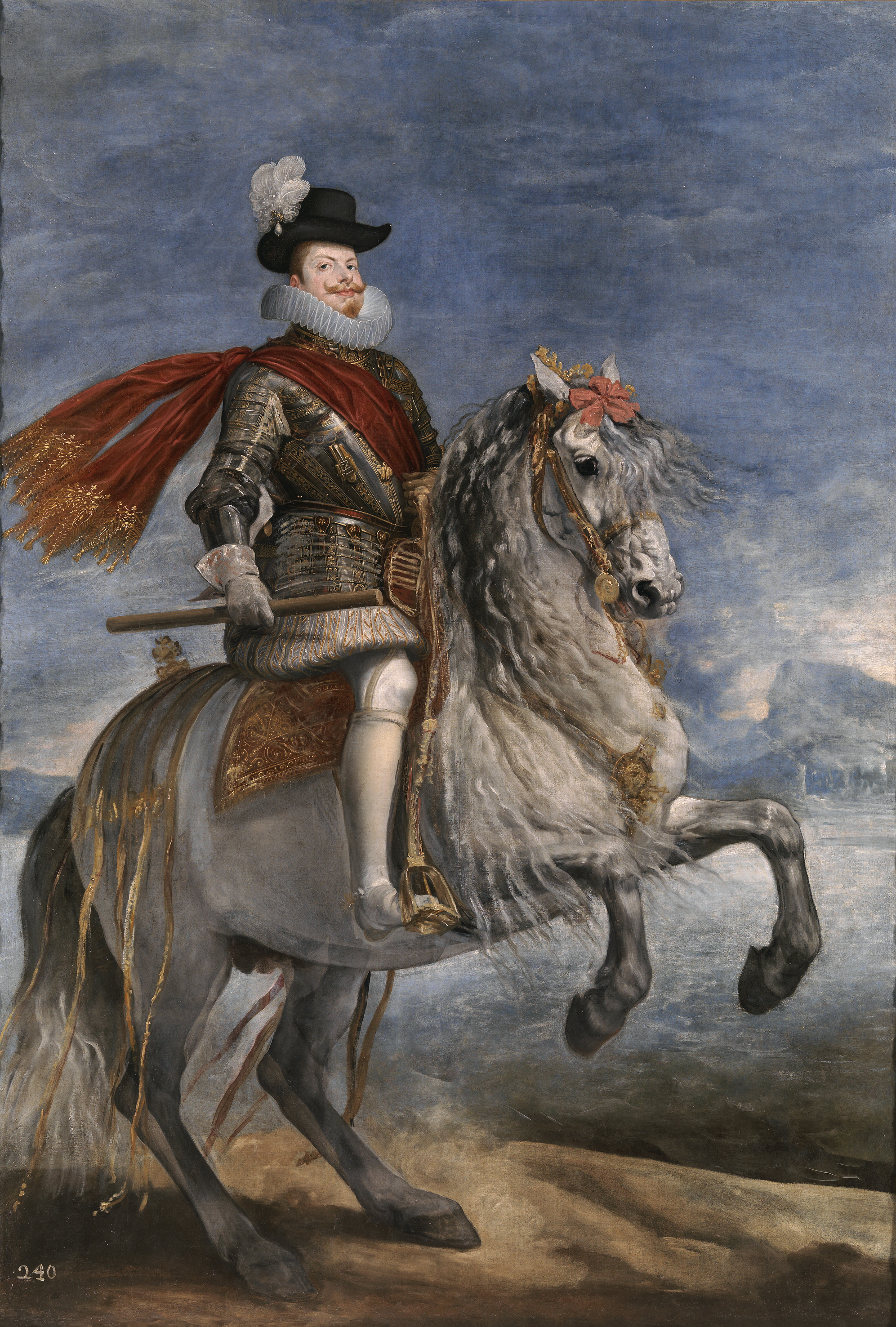
Ryttarporträtt av Filip III (cirka 1635), Pradomuseet. Filip III var farfar till Baltasar Carlos.
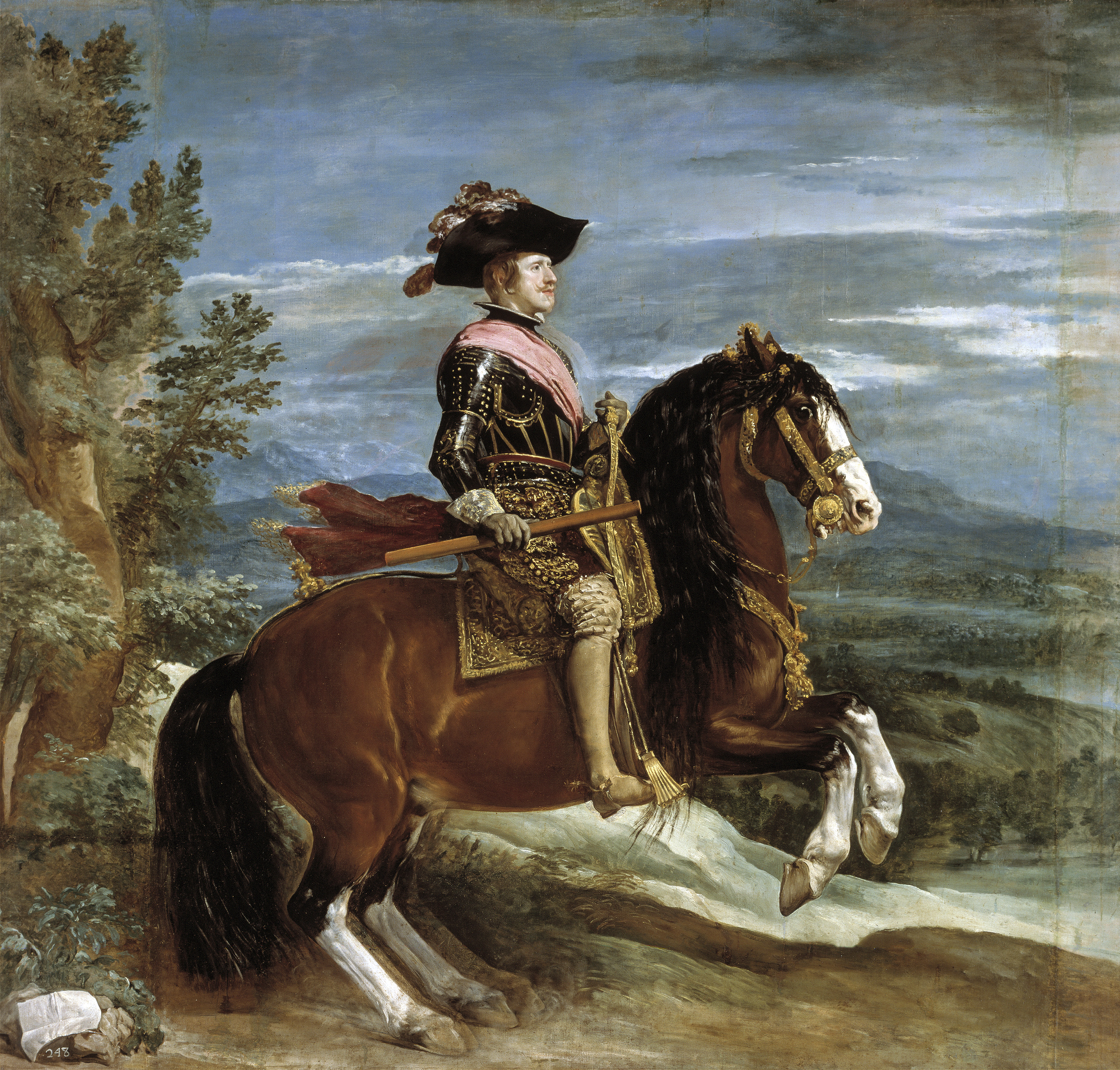
Ryttarporträtt av Filip IV (cirka 1635), Pradomuseet. Filip IV var far till Baltasar Carlos.[3] En kopia utförd av Velázquez finns på Uffizierna.
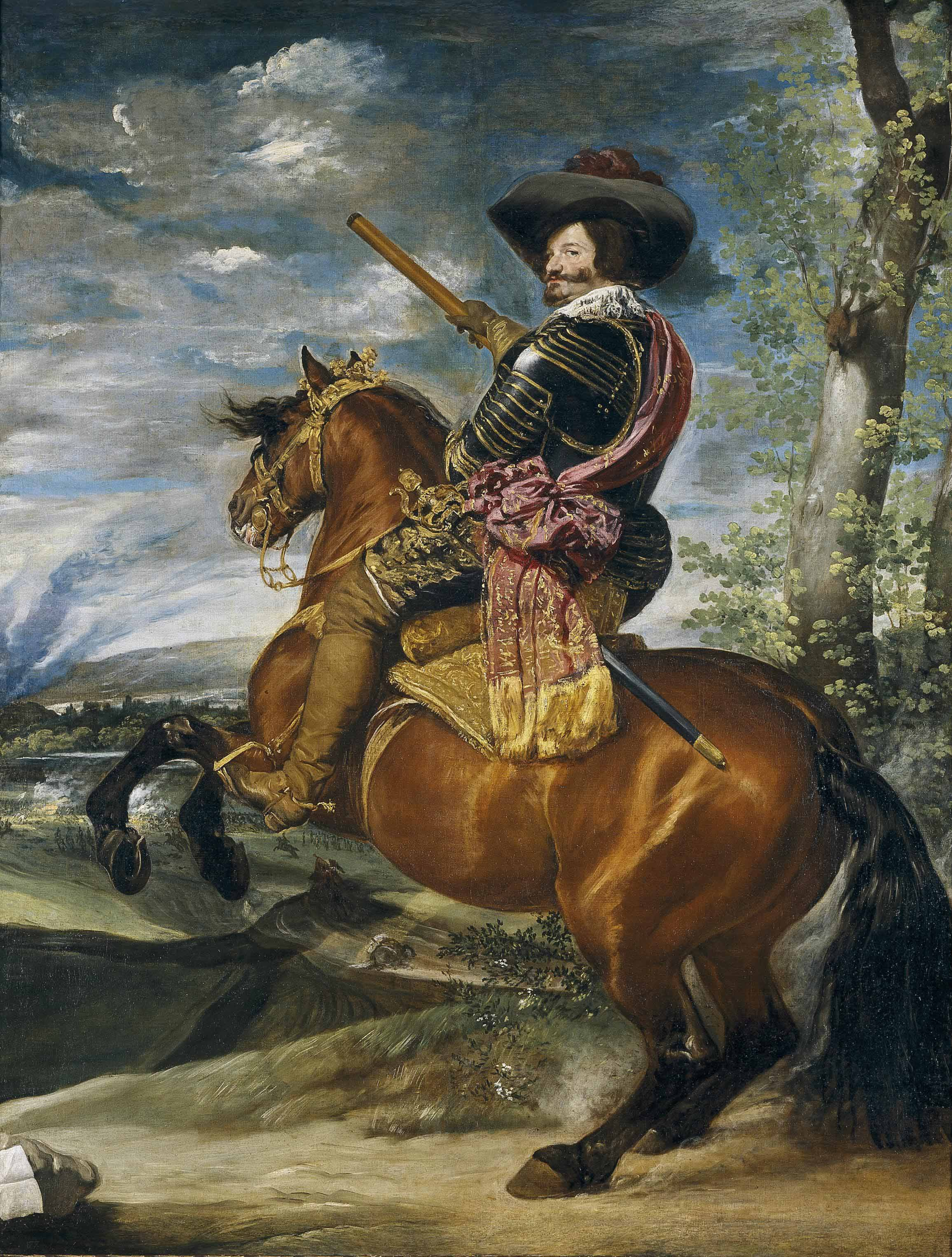
Ryttarporträtt av Gaspar Olivares (cirka 1636), Pradomuseet. Gaspar de Guzmán y Pimentel var statsman, greve och hertig.